# Henry Maitland Wilson
Henry Maitland Wilson, I barone Wilson (Londra, 5 settembre 1881 – Chilton, 31 dicembre 1964) è stato un generale britannico.

## Biografia

### I primi anni
Wilson era figlio del capitano Arthur Maitland Wilson, e di sua moglie, Harriet Kingscote, discendente di Richard Howe, I conte Howe. Il luogotenente Henry Fuller Maitland Wilson (1859–1941), che comandò il XII Corpo d'armata durante la prima guerra mondiale, era suo zio. Wilson venne educato al College di Eton e dopo aver frequentato la Royal Military Academy di Sandhurst ottenne di essere ammesso nella Rifle Brigade come sottotenente nel marzo del 1900, e prestò servizio in Sudafrica nella Seconda guerra boera, ottenendo la Queen's South Africa Medal e la King's South Africa Medal entrambe con due barrette.
Promosso capitano nel 1908 prestò servizio in Irlanda e nel 1911 divenne aiutante all'OTC di Oxford. Nell'ottobre del 1914 venne nominato Brigadiere Maggiore della 48ª Brigata della 16ª Divisione irlandese, con la quale venne inviato in Francia nel dicembre del 1915. Le sue capacità come ufficiale dello staff gli permisero di entrare nella 41ª Divisione con la quale partecipò alla battaglia della Somme per poi passare nel XIX Corpo col quale prese parte alla battaglia di Passchendaele. Nell'ottobre del 1917 venne assegnato alla Divisione Nuova Zelanda. Per i suoi servizi di guerra ottenne il Distinguished Service Order nel 1917 e venne menzionato tre volte nei dispacci.
Al termine del primo conflitto mondiale frequentò i corsi dello staff presso lo Staff College di Camberley, per poi tornare al proprio reggimento. Egli trascorse dunque tre anni come capo della seconda divisione dello staff sotto il generale Philip Chetwode che lo aiutò a sviluppare la propria carriera professionale. Successivamente egli ottenne il comando del primo battaglione del suo reggimento e fu per tre anni sulla frontiera nord-occidentale.
Ritornato a Camberley nel 1930, visse per un periodo a paga dimezzata, venendo però poi coinvolto nel processo di motorizzazione della fanteria e delle forze armate, guidando il concetto di battaglione a motori.

### La campagna d'Egitto (1939–1941)
Nel giugno 1939, Wilson venne nominato General Officer Commanding (GOC) delle truppe britanniche in Egitto, oltre ad essere responsabile della direzione delle truppe in Abissinia e nel Golfo Persico. Egli pose il proprio quartier generale ne Il Cairo ed ottenne buoni negoziati con il governo egiziano e col quartier generale estivo ad Alessandria. Il trattato siglato nel 1936 consentì all'esercito egiziano di combattere al comando di quello inglese come forza supplementare e contribuendo alla formazione della 7ª Divisione corazzata. Egli concentrò le proprie forze difensive a Mersa Matruh a 100 miglia dal confine con la Libia.
All'inizio dell'agosto del 1936, il generale Archibald Wavell venne nominato Comandante in Capo al Middle East Command, ed inviò dei rinforzi a Wilson: inizialmente la 4ª Divisione di fanteria indiana e poi anche la 6ª Divisione australiana. Col prosieguo degli scontri a Mersa Matruh, Richard O'Connor ed il suo staff presso la 7ª Divisione di fanteria in Palestina si mossero in Egitto per rinforzare le file di Wilson. Quando la 6ª Divisione di fanteria venne disattivata nel novembre di quell'anno, Wilson divenne responsabile delle truppe a Mersa Matruh e dal giugno del 1940 ridisegnò le Western Desert Force.
Quando scoppiò la seconda guerra mondiale, Egitto e Italia inaspettatamente dichiararono la loro neutralità al conflitto. Nel frattempo, però, la Germania stava conducendo in Egitto una pesante propaganda radiofonica nel tentativo di sollevare gli egiziani contro gli inglesi e pertanto Wilson divenne responsabile nell'assicurarsi che le buone relazioni tra il governo locale e l'esercito britannico continuassero. Per provare le buone intenzioni del Regno Unito nei confronti degli egiziani egli diresse personalmente la costruzione di alcune strade.
Il 10 giugno 1940 Benito Mussolini dichiarò l'entrata in guerra dell'Italia ed immediatamente le forze di Wilson invasero la Libia. Ad ogni modo la loro avanzata venne avversata quando il 17 giugno la Francia dovette cedere il passaggio della Tunisia il che facilitò agli italiani l'ingresso di rinforzi in Africa settentrionale. Le forze italiane avanzarono in Egitto nel 1940 occupando la città di Sidi Barrani dal momento che le forze di Wilson si trovavano in inferiorità numerica (31.000 uomini gli inglesi, 80.000 gli italiani, 120 carri armati inglesi contro 275 italiani, 120 cannoni inglesi contro 250 italiani). Per risolvere la situazione egli decise col suo staff di interrompere l'avanzata nemica attaccando in più punti concentrati. Dopo una conferenza col segretario del ministero della guerra Eden nell'ottobre di quell'anno, Wilson lanciò l'Operazione Compass il 7 dicembre 1940. La strategia ebbe successo e in breve tempo gli italiani vennero ricacciati dai confini egiziani.
Wilson, assicurati i confini egiziani, avanzò in Libia e per il successo dell'operazione ottenne l'Ordine del Bagno.
Dopo la presa di Tobruk, Wilson venne richiamato a Il Cairo dove gli venne offerta la carica di Governatore Militare della Cirenaica che accettò. Il 22 febbraio 1941 incontrò Wavell, Eden e Dill che stavano cercando un comandante per i rinforzi in Grecia.
L’Operazione Compass continuò con successo e nel 1941 portò alla completa sconfitta le armate italiane in Nordafrica. Wilson che godeva della piena fiducia del segretario di stato per la guerra Anthony Eden, e di Churchill stesso,  vide accresciuta notevolmente la sua fama.

### Grecia (aprile 1941)
Wilson venne nominato capo della spedizione del Commonwealth con due divisioni di fanteria ed una brigata corazzata in Grecia per rompere la resistenza italiana nelle isole dell'Egeo e per contrastare la successiva invasione della Germania nell'aprile del 1941. Dopo diverse insurrezioni, ad ogni modo, Wilson venne costretto ad una ritirata strategica a Creta.

### Siria, Iraq e Palestina (1941–1943)
Nel maggio 1941, al suo ritorno dalla Grecia, Wilson venne nominato a capo delle forze inglesi in Palestina e Transgiordania conducendo la campagna di Siria che venne condotta soprattutto da forze australiane, inglesi, indiane e francesi contro il governo di Vichy. Wilson ottenne l'Ordine dell'Impero Britannico nel marzo di quell'anno e venne promosso al rango di generale nel maggio successivo. Nell'ottobre del 1941 ottenne il comando della IX armata in Siria ed in Palestina e divenne aiutante di campo generale del re.
Data la sua fama di buon soldato e ottimo comandante, Churchill aveva deciso inizialmente di nominare Wilson al posto del generale Claude Auchinleck come comandante del teatro del Medio Oriente nell'agosto del 1942. Successivamente Wilson venne invece nominato comandante del nuovo "Comando Persia-Iraq" che includeva la X armata guidata dal generale Edward Quinan.

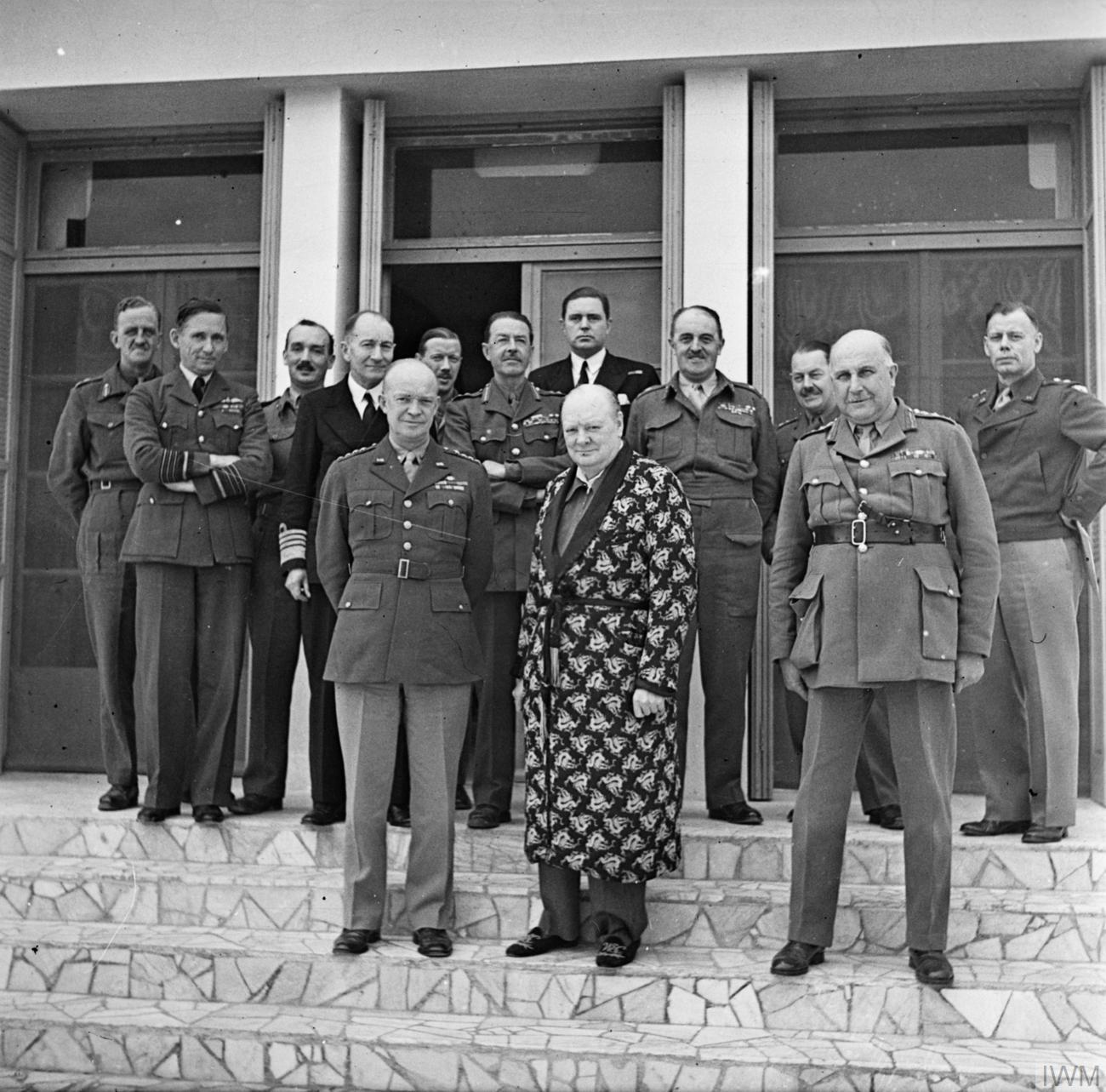
Wilson con Churchill e Eisenhower in Italia, 25 dicembre 1943.

### Medio Oriente (1943)
Nel febbraio del 1943, dopo la vittoria di Montgomery nella seconda battaglia di El Alamein e l'espulsione delle forze dell'Asse dalla Libia, Wilson venne nominato Comandante in Capo nel Medio Oriente. Wilson ricevette quindi l'ordine nel settembre del 1943, dopo l'insuccesso della campagna del Dodecaneso, di occupare le piccole isole greche di Kos, Leros e Samo. Le forze inglesi ebbero grandi perdite a causa degli attacchi aerei dei tedeschi e l'azione venne pesantemente criticata in madrepatria.

### Supreme Allied Commander Mediterranean (1944)
Wilson succedette al generale Dwight D. Eisenhower come Comandante Supremo delle Forze Alleate nel teatro del Mediterraneo l'8 gennaio 1944. Come tale esercitò il controllo strategico sulla campagna d'Italia, e consigliò fortemente l'invasione della Germania attraverso il Danubio; questo non avvenne poiché le armate in Italia erano troppo indebolite per poter supportare altri teatri di guerra.

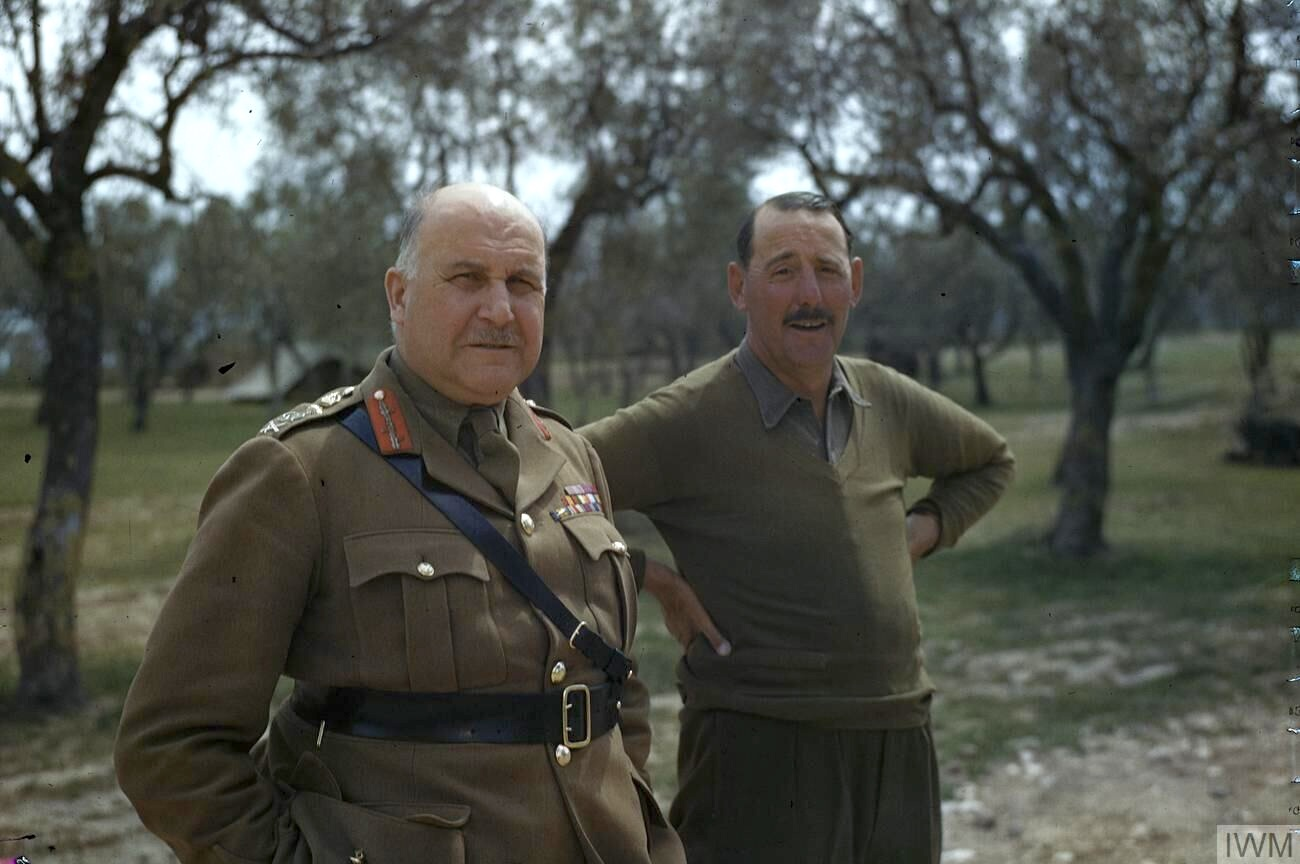
Wilson con il luogotenente generale Sir Oliver Leese, 30 aprile 1944

### Missione a Washington (1945–1947)
Nel dicembre del 1944, dopo la morte del feldmaresciallo John Dill, Maitland Wilson venne promosso feldmaresciallo ed inviato a Washington come responsabile della missione militare britannica e mantenne questo posto sino al gennaio del 1945. Al comando del teatro del Mediterraneo venne sostituito dal generale Harold Alexander. Wilson continuò nel proprio servizio sino al 1947 con soddisfazione da parte di Regno Unito e Stati Uniti. Il presidente Truman lo decorò con la Distinguished Service Medal nel novembre del 1945.

### Il dopoguerra
Nel gennaio del 1946 egli venne nominato aiutante di campo di re Giorgio VI e venne creato Barone Wilson di Libia e di Stowlangtoft nella Contea di Suffolk. Dal 1955 al 1960 fu conestabile della Torre di Londra. Wilson aveva sposato Hester Wykeham nel 1914 ed ebbe un figlio e una figlia.

## Ascendenza
|                                        |                  |                                   | Genitori                                    |  |  | Nonni |  |  | Bisnonni     |  |  | Trisnonni     |  |
|                                        |                  |                                   |                                             |  |  |       |  |  | Henry Wilson |  |  | Joseph Wilson |  |
|                                        |                  |                                   |                                             |  |  |       |  |  | Henry Wilson |  |  | Joseph Wilson |  |
|                                        |                  | Mary Anne Maitland                |                                             |  |  |       |  |  | Henry Wilson |  |  |               |  |
| Fuller Maitland Wilson                 |                  |                                   |                                             |  |  |       |  |  | Henry Wilson |  |  |               |  |
|                                        |                  | Mary Fuller Maitland              | Ebenezer Maitland                           |  |  |       |  |  |              |  |  |               |  |
|                                        |                  | Mary Fuller Maitland              | Ebenezer Maitland                           |  |  |       |  |  |              |  |  |               |  |
|                                        |                  | Mary Fuller Maitland              | Bethia Ellis                                |  |  |       |  |  |              |  |  |               |  |
| Arthur Maitland Wilson                 |                  | Mary Fuller Maitland              |                                             |  |  |       |  |  |              |  |  |               |  |
|                                        |                  | Richard Torin Kindersley          | Nathaniel Edward Kindersley                 |  |  |       |  |  |              |  |  |               |  |
|                                        |                  | Richard Torin Kindersley          | Nathaniel Edward Kindersley                 |  |  |       |  |  |              |  |  |               |  |
|                                        |                  | Richard Torin Kindersley          | Hannah Butterworth                          |  |  |       |  |  |              |  |  |               |  |
| Agnes Caroline Kindersley              |                  | Richard Torin Kindersley          |                                             |  |  |       |  |  |              |  |  |               |  |
|                                        |                  | Mary Anne Bennett                 | James Leigh Bennett                         |  |  |       |  |  |              |  |  |               |  |
|                                        |                  | Mary Anne Bennett                 | James Leigh Bennett                         |  |  |       |  |  |              |  |  |               |  |
|                                        |                  | Mary Anne Bennett                 | Harriott Eliza Bennett                      |  |  |       |  |  |              |  |  |               |  |
| Henry Maitland Wilson, I barone Wilson |                  | Mary Anne Bennett                 |                                             |  |  |       |  |  |              |  |  |               |  |
|                                        | Thomas Kingscote | Thomas Kingscote                  |                                             |  |  |       |  |  |              |  |  |               |  |
|                                        | Thomas Kingscote | Thomas Kingscote                  |                                             |  |  |       |  |  |              |  |  |               |  |
|                                        | Thomas Kingscote | Harriet Peyton                    |                                             |  |  |       |  |  |              |  |  |               |  |
| Robert Kingscote                       | Thomas Kingscote |                                   |                                             |  |  |       |  |  |              |  |  |               |  |
|                                        |                  | Isabella Somerset                 | Henry Charles Somerset, VI duca di Beaufort |  |  |       |  |  |              |  |  |               |  |
|                                        |                  | Isabella Somerset                 | Henry Charles Somerset, VI duca di Beaufort |  |  |       |  |  |              |  |  |               |  |
|                                        |                  | Isabella Somerset                 | Charlotte Sophia Leveson-Gower              |  |  |       |  |  |              |  |  |               |  |
| Harriet Kingscote                      |                  | Isabella Somerset                 |                                             |  |  |       |  |  |              |  |  |               |  |
|                                        |                  | Richard Curzon-Howe, I conte Howe | Penn Assheton Curzon                        |  |  |       |  |  |              |  |  |               |  |
|                                        |                  | Richard Curzon-Howe, I conte Howe | Penn Assheton Curzon                        |  |  |       |  |  |              |  |  |               |  |
|                                        |                  | Richard Curzon-Howe, I conte Howe | Sophia Charlotte Howe, II baronessa Howe    |  |  |       |  |  |              |  |  |               |  |
| Emily Curzon-Howe                      |                  | Richard Curzon-Howe, I conte Howe |                                             |  |  |       |  |  |              |  |  |               |  |
|                                        |                  | Harriet Brudenell                 | Robert Brudenell, VI conte di Cardigan      |  |  |       |  |  |              |  |  |               |  |
|                                        |                  | Harriet Brudenell                 | Robert Brudenell, VI conte di Cardigan      |  |  |       |  |  |              |  |  |               |  |
|                                        |                  | Harriet Brudenell                 | Penelope Cooke                              |  |  |       |  |  |              |  |  |               |  |
|                                        |                  | Harriet Brudenell                 |                                             |  |  |       |  |  |              |  |  |               |  |